# Immunonutrition
Immunonutrition er muligheden for at modulere immunsystemet ved hjælp af specifikke næringsstoffer.